# Brachistosternus misti
Espèce
Brachistosternus misti est une espèce de scorpions de la famille des Bothriuridae.

## Distribution
Cette espèce est endémique de la région d'Arequipa au Pérou. Elle se rencontre vers le Misti.

## Description
Le mâle holotype mesure 62,36 mm et la femelle paratype 60,48 mm.

## Étymologie
Son nom d'espèce lui a été donné en référence au lieu de sa découverte, le Misti.

## Publication originale
- Ojanguren Affilastro, Pizarro-Araya & Ochoa, 2018 : Five new scorpion species of genus Brachistosternus (Scorpiones: Bothriuridae) from the deserts of Chile and Peru, with comments about some poorly studied diagnostic characters of the genus. Zootaxa, no 4531(2), p. 151-194.